# Жан-Филип Рамо
Жан-Фили́п Рамо́ (на френски: Jean-Philippe Rameau) е най-значимият френски композитор и теоретик на музиката от бароковата епоха.

## Биография
Рамо е син на органист, познавал е нотите, преди да се научи да чете. Учи в йезуитско училище. На 18 години е изпратен от баща си в Милано, Италия да дообогати музикалното си образование. След завръщането си постъпва като цигулар в оркестъра на Монпелие, служи като органист в Дижон, Клермон-Феран, Лион. През 1722 се установява в Париж. Пише музика за парижките театри, съчинява духовни и светски произведения, през 1745 става придворен композитор.

## Творчество
Отначало Рамо композира предимно камерна музика – сюити за клавесин, концерти за клавесин и оркестър, за флейта и оркестър и др. С голяма известност се ползват неговите клавесинни пиеси: „Тамбурен“, „Кокошката“, „Египтянката“, „Нежни жалби“ и др.
Когато се посвещава на операта, Рамо е надхвърлил 50 години, но бързо успява да се утвърди и да бъде признат за най-бележит композитор на Франция. Голяма роля за популяризирането на неговото творчество изиграва Волтер, който оценява високо, подобно на енциклопедиста д'Аламбер, композиторското дарование на Рамо и му дава прозвището „нашия Орфей“.
Първата опера на Рамо е по сюжет на Волтер – „Самсон“ (1732). Тя не бива поставена поради протеста на църквата срещу използването на библейски сюжет в театъра. През 1733 г. за първи път е изпълнена неговата опера „Иполит и Ариция“ по сюжет от „Федра“ на Жан Расин. Тогава се ражда славата на Рамо като оперен композитор.
Рамо е създател на нов стил в оперното изкуство. В своето музикално-сценично творчество той използва различни жанрове: лирическа трагедия (продължавайки традицията на Люли), комедия-балет, опера-буфа. Подобно на своя по-млад съвременник Кристоф Глук, Рамо се стреми към синтез на музиката и драмата; той развива различни типове речитативи, използва оперния оркестър за засилване на драматическото и колористическото начало в операта (при изобразяване на природни явления, катастрофи, военни епизоди).
За шедьоври се смятат лирическите му трагедии „Иполит и Ариция“ (1733), „Кастор и Полукс“ (1737), „Абарис или Бореадите“ (неизпълнявана приживе; първо театрално представление през 1982 г. в Екс-ан-Прованс). Други значими негови произведения са оперите „Дардан“ (1739), „Платея“ (1745), „Зороастър“ (1749), „Наис“ (1748), „Паладините“ (1760). За връх в музикално-сценичното творчество на Рамо е призната операта-балет „Галантни Индии“ (1735), която и до днес се изпълнява с голям успех.

## Рамо като теоретик
Паралелно с композирането върви работата на Рамо в областта на музикалната теория (особено на хармонията).
Като теоретик Рамо публикува „Трактат за хармонията“ (1722), „Нова теоретическа система на музиката“ (1726) и др. съчинения. Той с право е считан за един от основоположниците на класическото теоретическо музикознание.

## Признание
След смъртта на Рамо неговата слава за дълго остава засенчена от славата на Глук като реформатор на операта. През целия 19 век музиката на Рамо е забравена и почти не е изпълнявана (макар че внимателно са я изучавали Ектор Берлиоз и Рихард Вагнер). Едва в началото на XX век значението на Рамо и музиката му започва да нараства. В наши дни той е признат за велик френски композитор, видна фигура в музикалната епоха между Франсоа Купрен и Ектор Берлиоз.
Пълните събрани съчинения на Рамо в 18 тома са издадени в Париж през периода 1895 – 1914 г. под редакцията на Камий Сен-Санс.